# 天主教伊塔比拉–法布里西亚诺教区

Regional CNBB Leste 2.

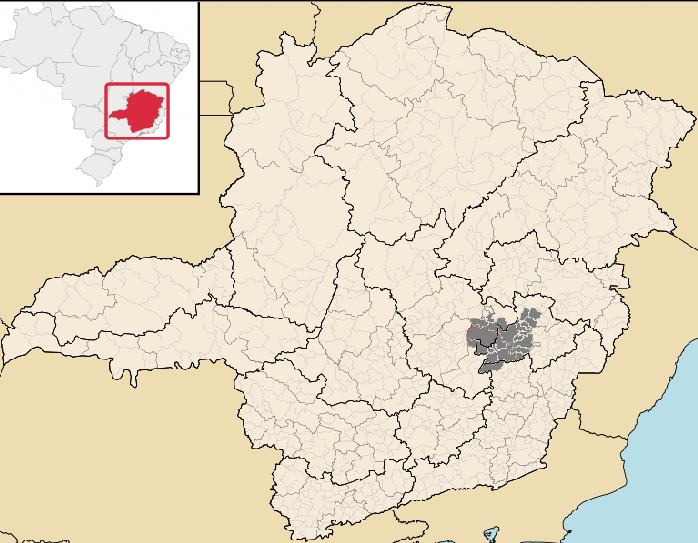
天主教伊塔比拉–法布里西亚诺教区

天主教伊塔比拉–法布里西亞諾教區（拉丁語：Dioecesis Itabirensis-Fabriciannensis）是巴西一個羅馬天主教教區，屬馬里亞納總教區。
教區成立於1965年6月14日，1979年6月1日在法布里西亞諾上校城設副座堂並在易名至今。
教區位於米納斯吉拉斯州中部。2006年有教友509,000人（佔轄區總人口68.2%）、四十二個堂區、六十二名司鐸。現任教區主教為瑪爾谷·奧雷里奧·古比奧蒂。